# Rita Ináncsi
Rita Ináncsi (Budapest, 6 gennaio 1971) è un'ex multiplista ungherese.

## Palmarès

### Mondiali
- 1 medaglia:
  - 1 bronzo (Göteborg 1995 nell'eptathlon)

### Europei
- 1 medaglia:
  - 1 argento (Helsinki 1994 nell'eptathlon)

### Europei indoor
- 1 medaglia:
  - 1 argento (Parigi 1994 nel pentathlon)

### Mondiali Under 20
- 1 medaglia:
  - 1 argento (Plovdiv 1990 nell'eptathlon)

### Hypo-Meeting
- 1 medaglia:
  - 1 bronzo (Götzis 1994 nell'eptathlon)